# Berberteppich

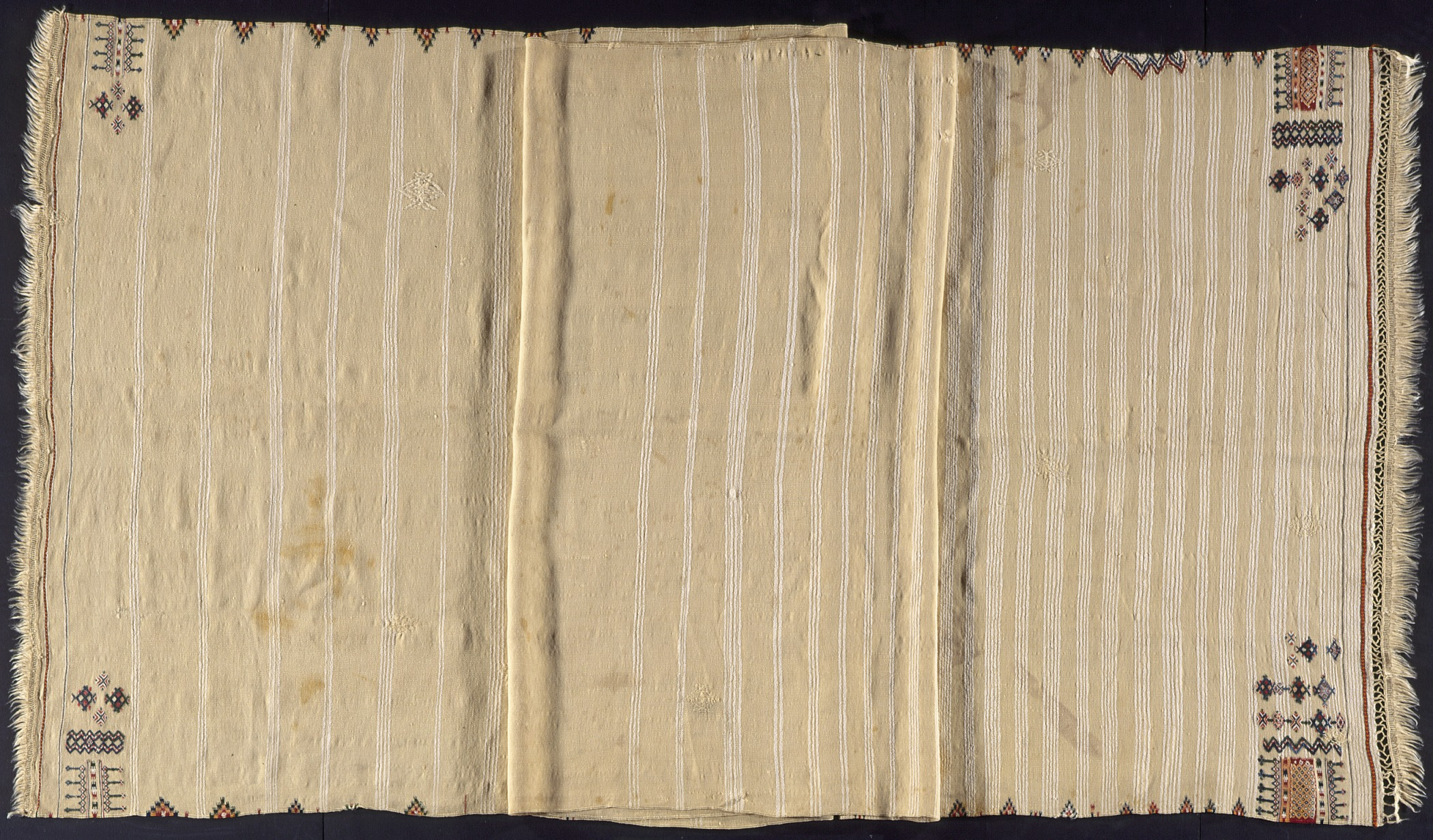
Haik mit Berberornamenten aus Marokko, LACMA

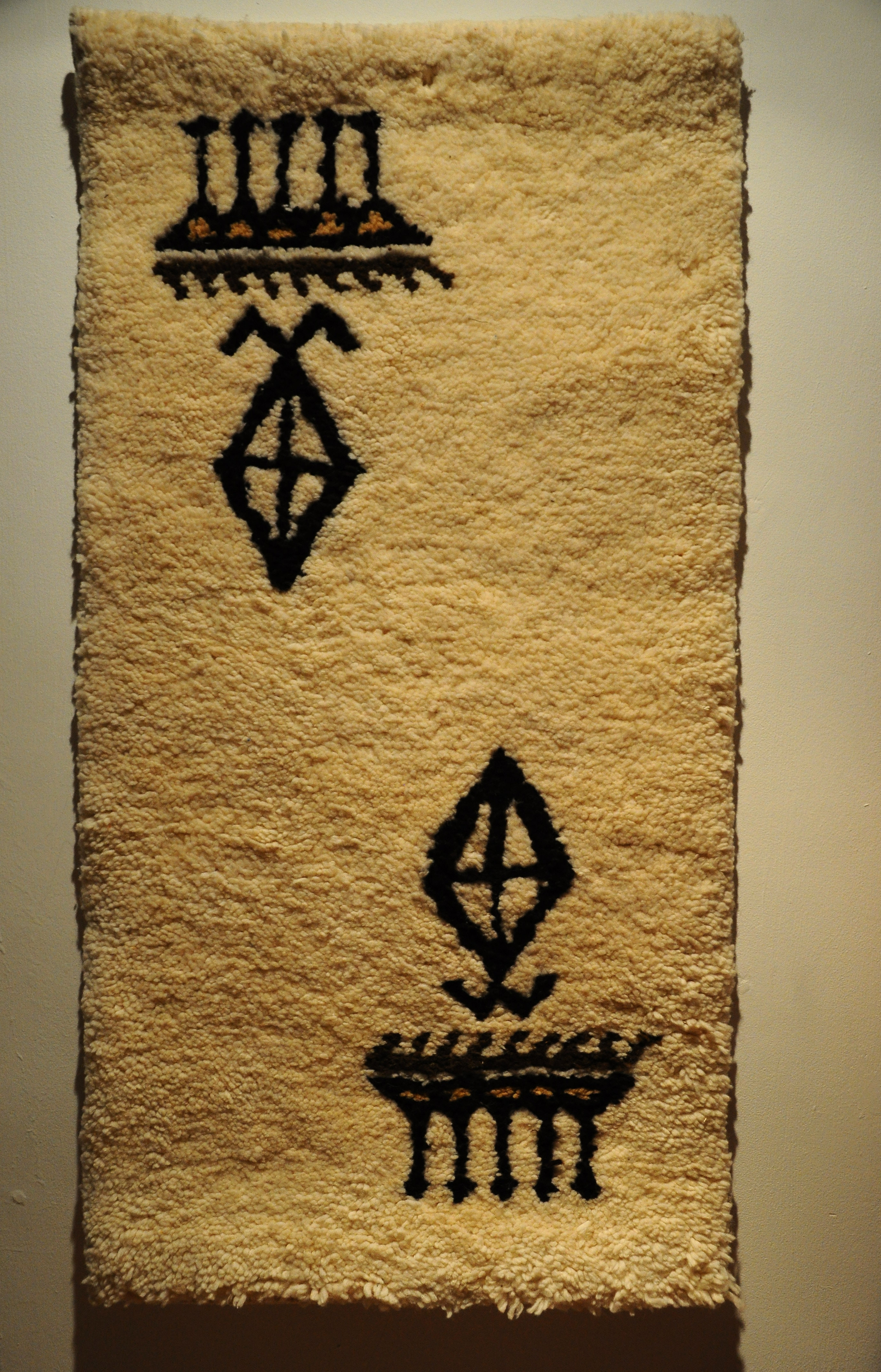
Knüpfteppich mit Berbermotiven aus Kairouan, Tunesien

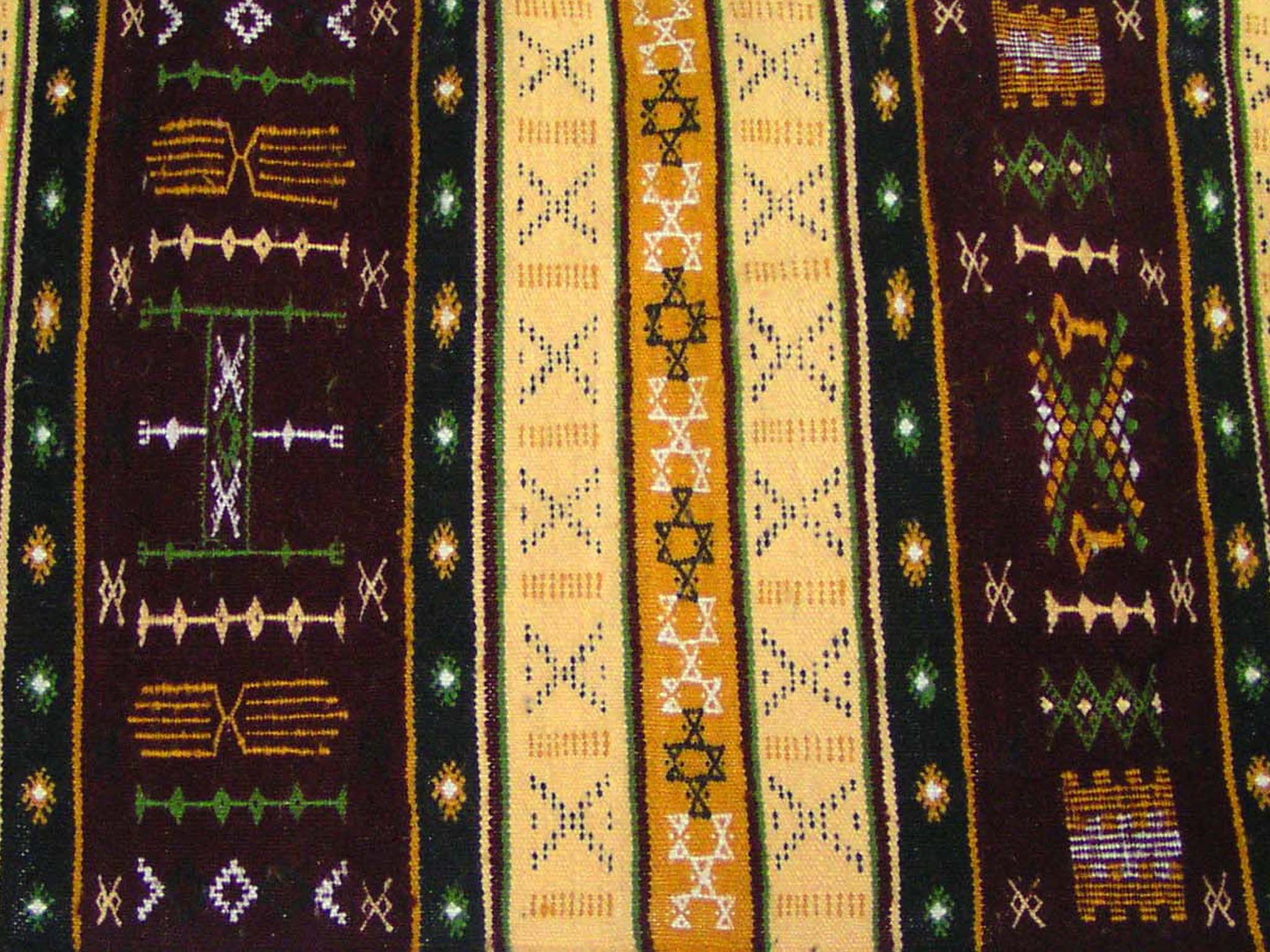
Webteppich aus der Kabylei, Algerien

Als Berberteppich werden die meisten der in den Maghreb-Staaten Marokko, Algerien, Tunesien und Libyen hergestellten einfarbigen oder mit traditionellen Motiven (z. B. Dreiecke, Rauten etc.) geschmückten Teppiche bezeichnet. Ursprünglich waren es reine Webteppiche; Knüpftechniken kamen in den von Berbern bewohnten Regionen erst im 20. Jahrhundert auf. Dazu zählen etwa die Beni Ourain Teppiche, welche nach einem Berberstamm des nordöstlichen Atlas Gebirges in Marokko benannt sind. Generell weisen Farben und Muster regionale Unterschiede und Besonderheiten auf.

## Geschichtlicher und soziokultureller Hintergrund
Bis weit ins 20. Jahrhundert hinein – teilweise sogar bis in die Gegenwart – führten zahlreiche Berberfamilien ein nomadisches oder halbnomadisches Leben (Transhumanz) und zogen mit ihren Viehherden (Esel, Schafe, Ziegen, seltener auch Kamele) auf der Suche nach Nahrung durch das Land. Während in den Oasentälern allmählich die Sesshaftwerdung begann, war ein Überleben in den trockeneren Regionen (vor allem im Anti-Atlas) nur möglich, wenn man nach der Ernte von Gerste, Ackerbohnen, Erbsen etc., die meist schon in den Monaten März und April stattfand, mit dem Vieh in die Bergregionen des Hohen Atlas zog, wo Gräser, Kräuter und vor allem Wasser noch in ausreichender Menge verfügbar waren. Erst im Spätherbst kehrte man in die heimatlichen Dörfer zurück; der Besitz wurde während der Abwesenheit in Gemeinschaftsspeichern (Agadiren) gelagert und von einer daheimgebliebenen Wachmannschaft gegen Überfälle anderer Nomaden und verfeindeter Nachbardörfer verteidigt.
Die umherziehenden Nomaden oder Halbnomaden lebten in leicht auf- und abzubauenden und zu transportierenden Zelten, die gegen die nächtliche Bodenkälte sowie gegen Wind und Sandstürme isoliert werden mussten. Decken und Teppiche waren dafür ein probates Mittel – sie wurden von den Frauen früherer Zeiten auf einfachen Hüftwebrahmen
hergestellt; die so entstandenen Bahnen wurden anschließend per Hand zu größeren Flächen zusammengenäht. Stationäre und breitere Webstühle kamen in den Berberregionen erst um die Mitte des 20. Jahrhunderts in Gebrauch.

## Teppiche

### Traditionelle Teppiche
Strapazierfähige Teppiche und Decken (die Übergänge sind fließend), aber auch andere Kleidungsstücke wurden ausnahmslos aus Schafwolle gewebt; beim Webvorgang wurden traditionelle geometrische Motive wie Dreiecke, Rauten oder Kämme, wie sie sich auch an den Außenwänden der oft aus Stampflehm gefertigten Wohnburgen (tighremts) fanden, eingewebt – Tiermotive sind selten. Farben spielten – anders als in den meist von Arabern bewohnten Städten – erst spät eine Rolle; charakteristische Kennzeichen älterer bzw. traditioneller Teppiche sind demzufolge große, meist weiße Flächen, auf denen die beinahe schwarzen Muster aus dunkler Schafwolle oder aus Ziegenhaaren nur spärlich verteilt sind.

### Neuere Teppiche
Jüngere ‚Berberteppiche‘ verwenden zwar häufig noch die traditionellen Muster; sie sind jedoch insgesamt deutlich größer und farbiger und oft geknüpft. Anders als bei den älteren Teppichen ist oft die ganze Fläche in Horror-vacui-Manier dekoriert.